# Earl Van Dorn

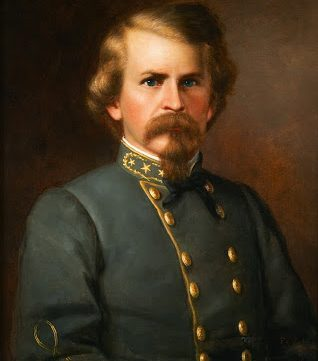
Earl Van Dorn

Earl Van Dorn (* 17. September 1820 in Port Gibson, Mississippi; † 7. Mai 1863 in Spring Hill, Tennessee) war ein Generalmajor der Konföderierten im Amerikanischen Bürgerkrieg.
Van Dorn graduierte 1842 in West Point als einer der schlechtesten seines Jahrgangs.
Er kämpfte im Mexikanisch-Amerikanischen Krieg und gegen die Seminolen und Comanche.
Als erfahrener Kämpfer stieg er in der konföderierten Armee schnell auf, vom Colonel im März zum Generalmajor im September 1861. Er befehligte die konföderierten Einheiten bei der Schlacht von Pea Ridge (Elkhorn Tavern), Arkansas. Durch die Niederlage der Konföderierten in dieser Schlacht waren die Unionstruppen in der Lage, Missouri zu kontrollieren.
Van Dorns Inkompetenz während der Schlacht von Corinth, Mississippi im Oktober 1862, führte zu einem weiteren Sieg der Union.
Als Van Dorn das Kommando über eine Kavallerie-Einheit übernahm, zeigte sich seine wahre Stärke, er gewann die Gefechte bei Holly Springs und Thompson Station.
Van Dorn starb am 7. Mai 1863 in seinem Hauptquartier in Spring Hill, Tennessee. Er wurde von seinem Arzt George Peters auf offener Straße in den Kopf geschossen und war sofort tot; Peters floh auf seinem Pferd über den Duck River und gelangte am nächsten Tag nach Nashville. Der Täter hatte geglaubt, Van Dorn habe eine Affäre mit seiner Frau gehabt. Peters wurde verhaftet, aber nie wegen Mordes angeklagt.